# Huvudsta gamla slott
Huvudsta gamla slott tidigare Hufvudsta, är en träbyggnad från 1750 som ligger vid norra sidan om Ulvsundasjön, cirka 300 meter nordväst om Huvudsta gård i Huvudsta i Solna kommun. Byggnaden utgjorde den ursprungliga huvudbyggnaden för Huvudsta gård men flyttades 1834. Fram till sommaren 2018 fanns i Huvudsta gamla slott Förskolan Slottet, som drevs av Svenska kyrkan.

## Historik
Huvudsta gamla slott uppfördes ursprungligen år 1750 av affärsmannen Anders Plomgren som en envåningsbyggnad i trä på en terrass vid nuvarande Huvudsta gård. Huset flyttades 1834 till sitt nuvarande läge i en lövskogssluttning nordväst om gården, när ville ägaren, den ryske ambassdören Peter van Suchtelen ämnade bygga en ny huvudbyggnad på platsen. Den gamla huvudbyggnaden inreddes till bostad för fyra familjer. Huset beboddes framöver av tjänstefolk. Det mesta av byggnadens påkostade inredning försvann, medan exteriören med fönster och dörrar samt profilerade foder lämnades i stort orörd.
År 1958 övergick byggnaden i Solna stads ägo men den hade då börjat förfalla och man planerade att riva huset. Sista hyresgästen flyttade ut 1968. Efter en bevarandedebatt köpte och renoverade Solna-Råsunda kyrkliga samfällighet byggnaden. Vid restaureringen påträffades på vinden delar av ett 1600-talstak i trä som var målat i grå toner med en svävande amorin och det stenbockska vapnet. Taket har monterats upp i förstugan.
Huset kallas också "Mördarslottet" eftersom det enligt traditionen var i detta hus som greve Claes Horn tillsammans med Jacob Anckarström, Carl Fredrik Pechlin och Adolph Ribbing 1792 planerade mordet på Gustav III.

## Bilder

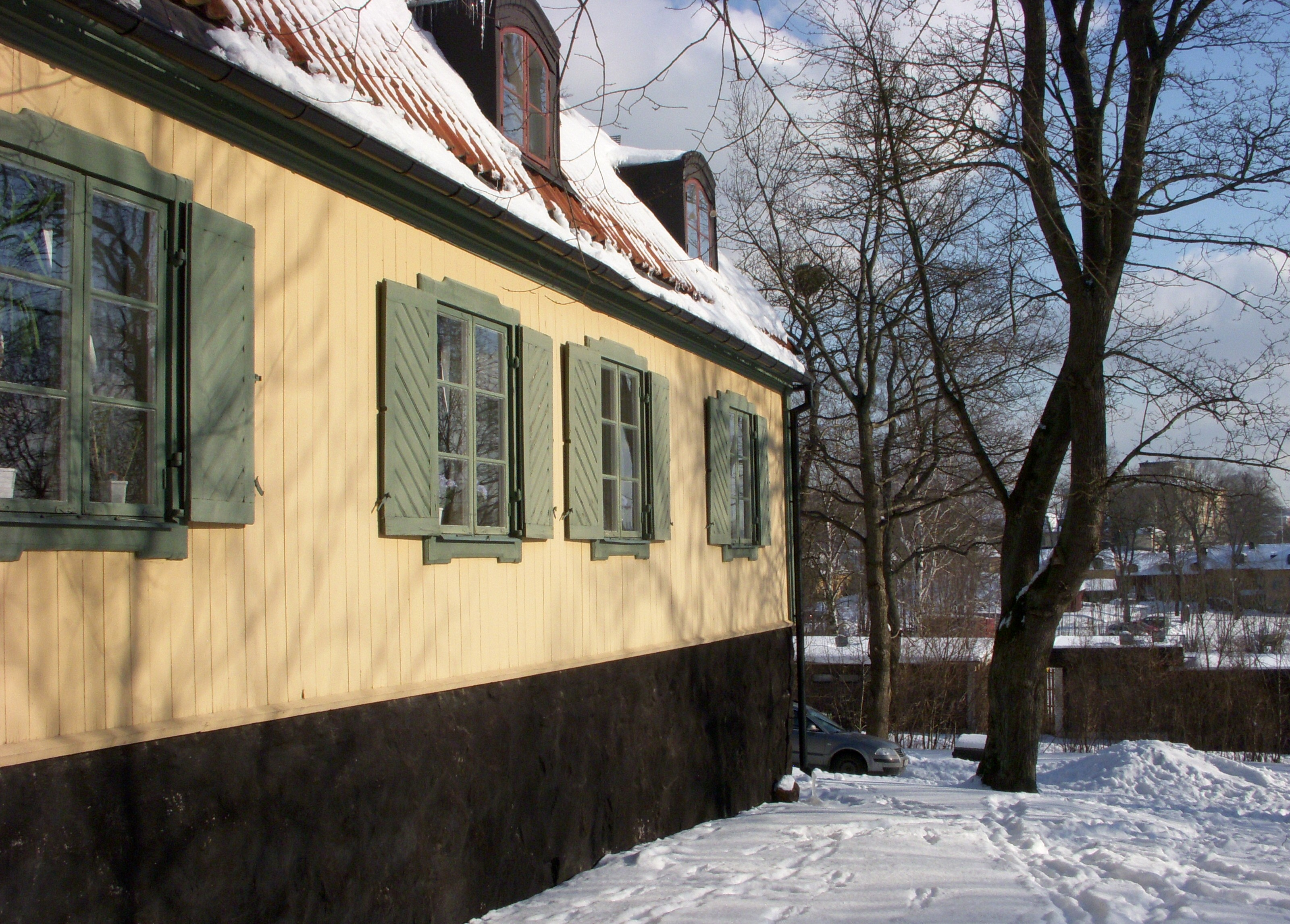
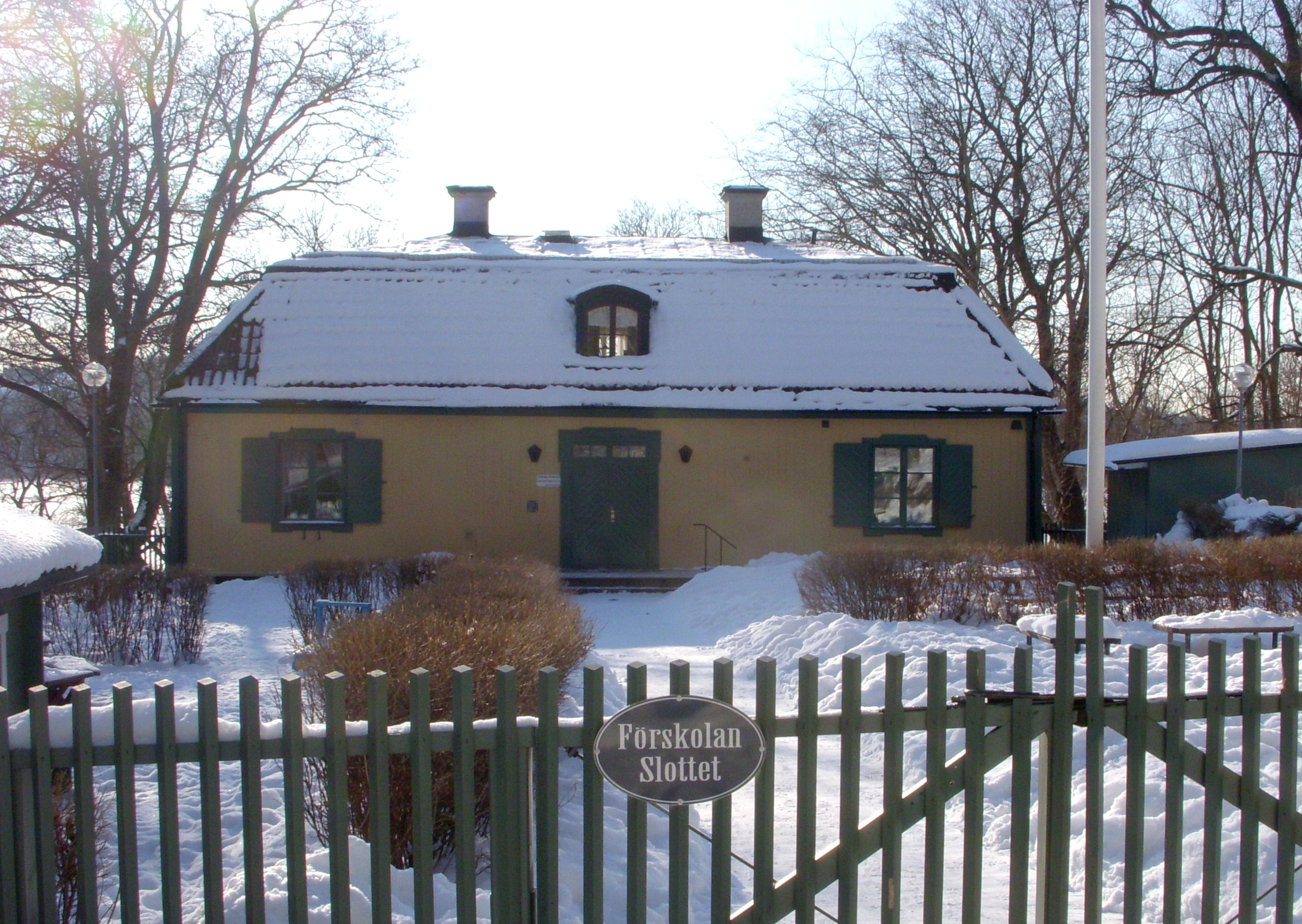